# Remix and Repent
Remix & Repent – EP grupy Marilyn Manson, wydana w 1997 roku w Stanach Zjednoczonych.

## Lista utworów
1. "The Horrible People" – 5:12
2. "The Tourniquet Prosthetic Dance Mix" – 4:09
3. "Dried Up, Tied And Dead To The World" (Live In Utica, NY) – (4:18
4. "Antichrist Superstar" (Live In Hartford, CT) – 5:16
5. "Man That You Fear" (Acoustic Requiem For Antichrist Superstar) – 5:13